# Cryptobiantes protector
Genre
Espèce
Cryptobiantes protector, unique représentant du genre Cryptobiantes, est une espèce d'opilions laniatores de la famille des Biantidae.

## Distribution
Cette espèce est endémique du Limpopo en Afrique du Sud. Elle se rencontre vers Blouberg.

## Description
La femelle holotype mesure 2,50 mm.

## Publication originale
- Kauri, 1961 : « Opiliones. » South African animal life. Results of the Lund University Expedition in 1950-1951, vol. 8, p. 9-197.